# Binària d'alta massa emissora de raigs X
Les binàries de raigs X d'alta massa són un tipus de binàries de raigs X que es componen d'una estrella de la seqüència principal de massa molt més gran que la del Sol, normalment una estrella Be o una supergegant blava, i una altra que és un objecte compacte, ja sigui un forat negre o un estel de neutrons. En aquest tipus de binària de raigs X l'acreció de matèria es realitza mitjançant vent. El vent estel·lar de l'estrella primària és capturat per l'estrella secundària, i, quan aquest cau en l'objecte, produeix raigs X. Un dels més famosos sistemes d'aquest tipus és Cygnus X-1 ; en ell es va descobrir el primer forat negre estel·lar.